# Méd Birodalom
Méd Birodalom (perzsául: Māda, ógörögül: Μηδία, Média, akkádul: Mādāya) ókori államalakulat volt Ázsiában, az Óperzsa Birodalom elődje. Ezt az államalakulatot tartják az első iráni birodalomnak, amely i. e. 8. századtól az i. e. 6. századig állt fenn. Egyes elméletek szerint kurd államalakulat volt az ókorban. A birodalom előtt a médek kis törzsekben éltek, de az Asszíria elleni háborúban szövetséget kötöttek, amivel egy katonailag erős, de belső szerkezetében gyenge monarchia jött létre.
A birodalom alapítójának Daiakkut (görög Déiokész) tartják, akit a lakosok választottak meg döntőbírónak, majd később a birodalom királya lett. A név asszír forrásokban fordul elő, és az ott említett daiakku vagy dayukku nevet azonosítják a Hérodotosz által leírt Déiokésszel. Nem világos azonban, hogy az asszír források a területről, vagy annak uralkodójáról beszélnek-e. A birodalom létrejöttekor csak egy kis királyság volt a Kaszpi-tengertől délnyugatra, de Uvakhsatra (görögül II. Küaxarész) idején már a Közel-Kelet is az ő fennhatósága alá tartozott.
Az iráni népek a történelem során először egyesültek, és ezzel politikai egyensúlyt jelentettek Asszíriával és Babilonnal szemben. Az előbbi államot a médek később el is foglalták, továbbá ekkor vették fel a kapcsolatot a kis-ázsiai görög világgal. A Méd Birodalom i. e. 550-ben a perzsa felkeléssel összeomlott, utódja az Óperzsa Birodalom, amely gyakorlatilag megegyezik a médek államával, de már perzsa vezetés alatt hódított tovább.

## Történelmi források
A méd nyelvről semmilyen emlék nem maradt fenn, leszámítva a Hérodotosz által említett törzsneveket, illetve néhány személynevet. Ezeken felül az óperzsa nyelvben idegen elemként meghatározott szókincs egy része is utal a méd nyelvre. Ilyen eredetűnek feltételezik a satrapa szót (*xšaθra-pā), a xšayaθia (khsajathia = király), az uvaspa (uvaszpa = paripa), zūra (zúra = rossz) kifejezéseket.
A birodalom időszakából, az i. e. 8. századból ismert egy bronz érme, amelyen akkád ékírás szerepel, ezzel ez az első ilyen tárgyi emlék. Egyes tudósok szerint az úgynevezett lineáris elámi írás szolgált a méd nyelv leírására, amit még nem fejtettek meg.
Tekintve, hogy a Méd Birodalomról méd nyelven nem maradt fenn semmi, ezért csak a külső leírások alapján, mint a mezopotámiai krónikák, az Ószövetség, a behisztuni felirat és a görög történetírók tollán keresztül ismerhetjük meg. A keleti tartományokról (pl. Baktria, Szagartia, Drangiána) azonban továbbra sem sikerült semmit megtudni.

### Mezopotámiai krónikák

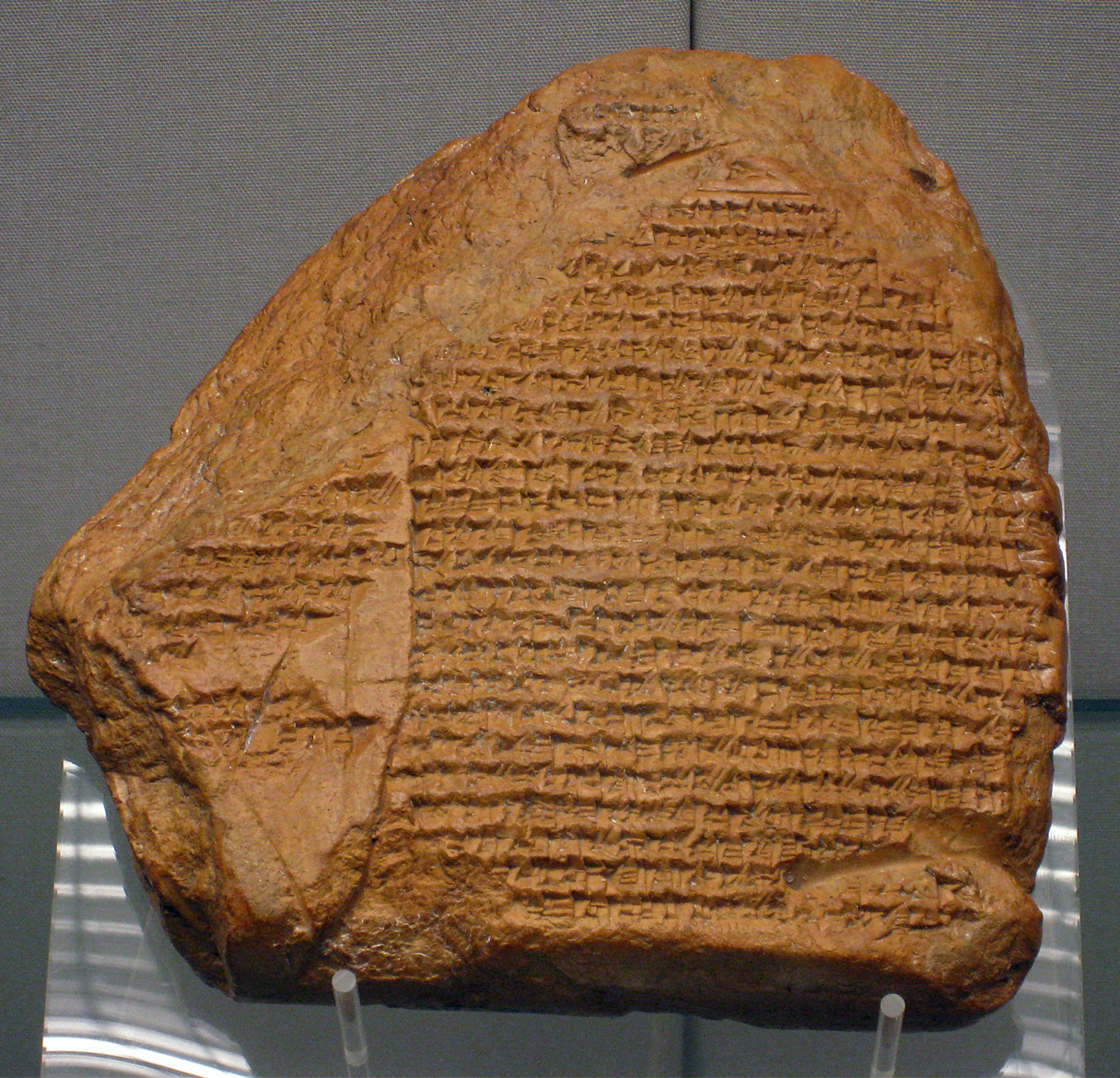
Nabú-naid krónikája

Asszíria és az Újbabiloni Birodalom uralkodói ékírással rögzítették a különböző politikai, vallási és kulturális eseményeket. Később a Méd Birodalom megalakulásakor a diplomáciai és egyéb kapcsolatok következtében maradtak fenn feljegyzések. A médeknek Asszíria volt a fő ellensége, míg az Újbabiloni Birodalom a fő szövetségese. A legrégibb dokumentum a Méd Birodalomról II. Sarrukín asszír király idejéből származik, vagyis az i. e. 8. századból. A dokumentum a birodalom alapítójának Daiakkut (görög Déiokész) nevezte meg, továbbá megjegyezte, hogy ő volt Mana tartomány kormányzója (šaknu). Nabú-apal-uszur és II. Nabú-kudurri-uszur krónikái is fontos történelmi dokumentumok. A legjelentősebb dokumentum pedig Nabú-naid krónikája, amely említést tesz II. Kurus perzsa királyról, aki megdöntötte Istuviga (görög Asztüagész) hatalmát, ezzel együtt a Méd Birodalmat is megsemmisítette, és megalapította az Óperzsa Birodalmat.

### Ószövetség

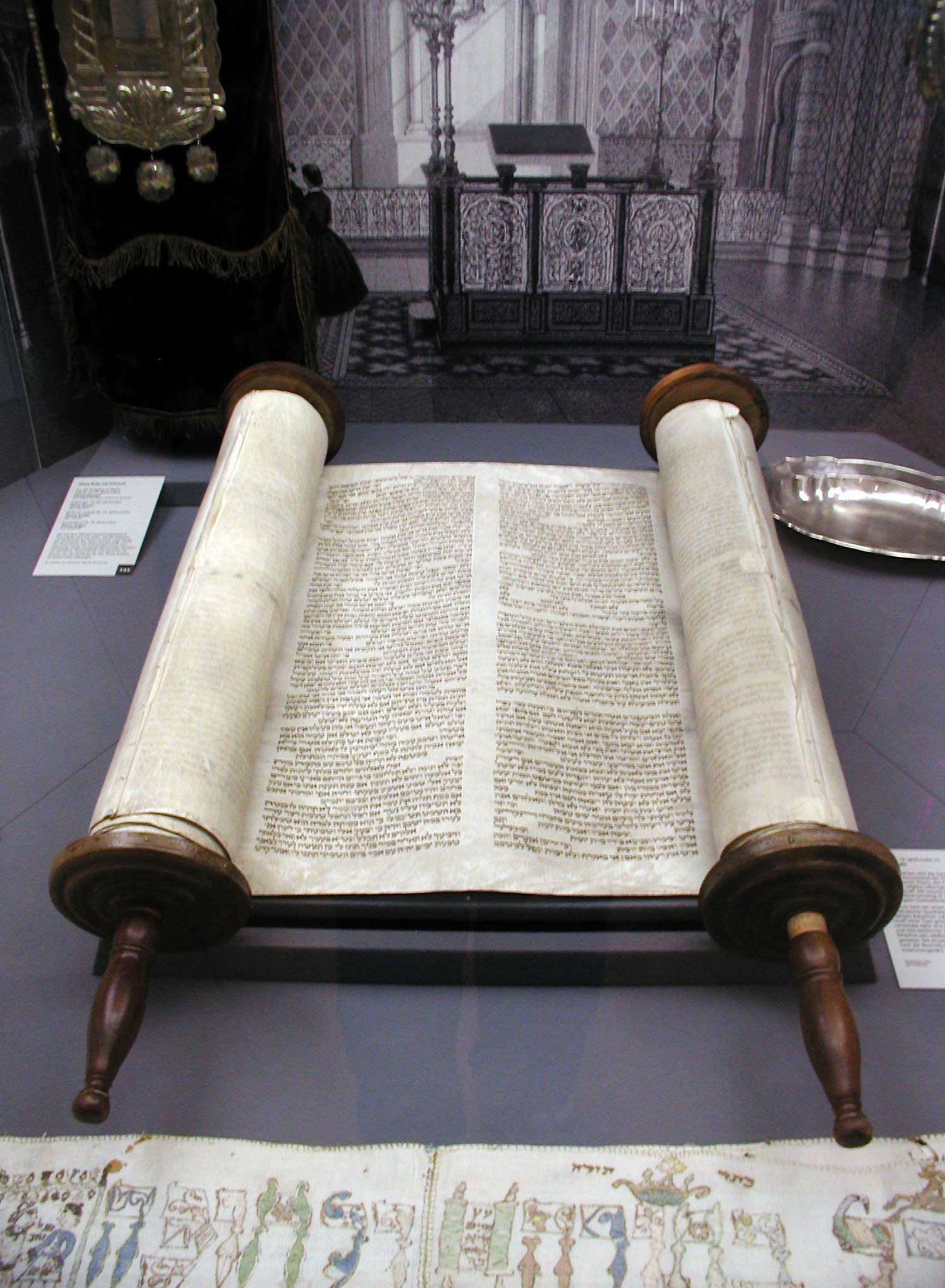
A Tora-tekercs. Az Ószövetséget ilyen tekercsekre írták

Az Ószövetségben a Méd Birodalomról Náhum könyve és Dániel könyve beszél. Náhum könyve Ninive asszír város elpusztulásáról szól, amelyet Khavakhsatra akkor hódított meg, amikor szövetségre lépett Nabú-apal-uszur babiloni királlyal. Dániel könyve négy vadállatot ír le. Az oroszlán sasszárnnyal az Újbabiloni Birodalmat, a medve a Méd Birodalmat, a négyfejű szárnyas leopárd az Óperzsa Birodalmat, a vasfogú, tízszarvú vadállat a Makedón Királyságot szimbolizálja. A vadállatok azokat a közel-keleti államokat fedik, amelyek területén feküdt Babilon.
Az Újbabiloni Birodalomnál ez a szimbólum volt a birodalom művészetének a jelképe (lamasszu), így helyesen használták a műben. A leopárd az óperzsa aranyművesség jellegzetes állata volt, míg a makedón szarvak Nagy Sándort ábrázolják, akinek a mitológiai apja Ámon volt. A problémát a Méd Birodalom jelenti, ugyanis Babilon városa nem volt a Méd Birodalom része, azt az Óperzsa Birodalmat megalapító II. Kurus uralkodása idején, i. e. 539-ben foglalta el a méd származású Gau-buruva (görögül: Gobrüasz, akkádul: Ugbaru), Gutium helytartója. Dániel könyve arról ír, hogy Babilont, a „Méd Dareiosz” foglalta el "életének 62. évében", pedig ilyen néven csak óperzsa uralkodók voltak a történelem folyamán. Mivel ezeket az ószövetségi könyveket i. e. 165 körül írhatták, ezért azt feltételezik a tudósok, hogy a görög történetírók szövegeit vették át. Mások szerint a méd származású Gau-buruva-t vagy Bardíja perzsa királyt mosták össze I. Dárajavaussal (I. Dareiosz).

### Behisztuni felirat

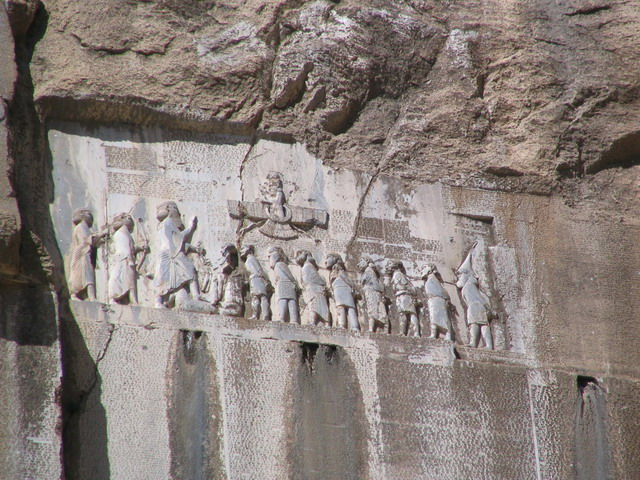
I. Dárajavaus perzsa király tetteit, győzelmeit megörökítő relief és felirat, 50 méterrel a síkság felett

A feliratok I. Dárajavaus perzsa király (görög I. Dareiosz) tizenkilenc győzelmét örökítik meg ékírással. Óperzsa, újelámi és akkád nyelven (utóbbinak az újbabiloni dialektusában). Ezek a történelmi dokumentumok az Akhaimenida–dinasztia történetét mesélik el az Óperzsa Birodalom megalapításától I. Dárajavausig. Ugyanakkor említést tesz a médek i. e. 521-ben zajlott lázadásáról, amelynek vezetője Fravartis (Phraortész) a dokumentumok szerint Istuviga (Asztüagész) utóda volt, ezért Szagartia, Párthia és Hirkania támogatta a felkelést. Vidarna óperzsa parancsnok i. e. 521-ben leverte a lázadást, Fravartis nem sokkal később, Rej (Šahr-e Ray) mellett a perzsa király foglya lett. Ezek alapján azt lehet állítani, hogy a behisztuni felirat részben a méd történelemmel is foglalkozik.
További információkat a perszepoliszi reliefeken láthatunk, amelyeket i. e. 515-ben készítettek, vagyis 35 évvel a médek bukása után.

### Görög történetírók

Hérodotosz világa ókori térkép alapján

A Méd Birodalomról Hérodotosz és Ktésziasz Knidiosz görög történetírók is említést tettek műveikben, a birodalom bukása után több mint 100 évvel, az i. e. 5. században. Előbbi művei nagyon fontosak a modern kutatók számára, de azzal is tisztában kell lenni, hogy számai és kronológiája eltúlzott, illetve megbízhatatlan. A médekről az I. könyv 95-144. oldalán ír.
Ktésziasz Knidiosz a káriai Knidosz városában született, majd felnőve orvosként dolgozott II. Khsajársá perzsa király udvarában. Huszonhárom könyvből álló, Perszika című művében Asszíriáról és az Óperzsa Birodalomról ír. Ezt tartják a modern történészek a perzsa levéltár alapjának. Mivel a perzsa királyi udvarban élt, sok ellentmondást lehet felfedezni Hérodotosz munkáival szemben. A médekről írt 4., 5. és 6. könyveknek csak a töredéke maradt fenn.
Történetírónak tekinthető az i. e. 3. században élt Bérósszosz babiloni pap is, aki egyben csillagász és író is volt. Babyloniaca című művében írt a babiloni és a méd királyi házasságokról, és a két állam diplomáciai kapcsolatairól, amelyről Ktésziasz Knidiosz is említést tett, de kronológiailag nem egyezik meg a történelmi dokumentumokkal, ezért ez a mű nem megbízható.

## Története

### A birodalom megalapítása
A birodalom alapítójának Daiakkut tartják, a hérodotoszi Déiokész név alapján. A név asszír forrásokban fordul elő, és az ott említett daiakku vagy dayukku nevet azonosítják a Hérodotosz által leírt Déiokésszel. Nem világos azonban, hogy az asszír források a területről, vagy annak uralkodójáról beszélnek-e. A görög történetíró megnevezi Daiakku apját és fiát, mindkettőjüket Phraortész néven. Ez a név az óperzsa Fravartis görögösített alakja. Akkád nyelvű forrásokban Kaštarithu, méd Xšathrita, azaz Khsathrita. Hérodotosz a birodalom alapítójáról úgy ír, mint „bölcs ember, akiben nagy politikai lehetőségek rejlenek”, akit a lakosok választottak meg döntőbírónak, majd később a birodalom királya lett. Az i. e. 9. század elején az asszírok rendszeresen rajtaütöttek és kifosztották a médek által lakott területeket, ahol abban az időben több tucat kisebb fejedelemség létezett, amelyeknek még a nyelvük sem volt azonos. Feltételezik, hogy az állam létrejöttének legfontosabb oka a folyamatos babiloni és asszír inváziós törekvések, aminek következtében a méd törzsek szövetkeztek. A törzsszövetség kifelé összefüggő államként, tömörnek látszó egységben léphetett fel, nagy haderőt mozgósíthatott, belülről azonban távolról sem volt államnak tekinthető.
Daiakku az új fővárosban, Ekbatanában építette fel palotáját. A birodalom területén ellenőrző szerveket, bíróságokat hozott létre, ezzel megerősítve hatalmát.
A Daiakku név II. Sarrukín asszír király dokumentumaiban fordul elő néhány helyen, amelyeket az i. e. 8. században írtak. A Méd Birodalom alapítója ekkor még Mana tartomány kormányzója (šaknu, šakkanakku) volt az asszír határnál. Sarrukín arról tudósít, hogy Daiakku (fejedelme) fogságba esett. 53 évi uralkodása után fia, Khsathrita lett a király.

### Harc Asszíriával
Apja után Khsathrita is a legtöbb idejét az egységesülő méd törzsekkel és az Asszíria elleni háborúval töltötte. Nem maradtak fenn olyan dokumentumok, amelyek a Méd Birodalom keleti határait, illetve azon túli állapotokat mutatnák be, és az asszírok sem írtak erről a vidékről semmit. Ebben az időben mindkét államnak a legnagyobb fenyegetést az északon élő kimmerek jelentették (valószínűleg iráni nép volt). Az i. e. 7. század elején ez a nép úgy döntött, hogy megtámadja mindkét birodalmat, de később a médekkel szövetséget kötöttek Asszíria ellen, akiket Teuspa király vezetett. A méd felkelést a szkíták is támogatták.
A szövetséges támadás nem váratott soká, és az inváziót Assur-ah-iddína nagy nehézségek árán verte vissza. Fia, a későbbi Assur-bán-apli a Ninive elleni harcok során végzett Khsathrita méd királlyal is. A médeknek viszont nem ez jelentette a legfőbb csapást, hanem a szkíták.

### Szkíta uralom
Khsathrita halála után a meggyengült birodalom újra megtámadta Asszíriát Uvakhsatra (görög II. Küaxarész) vezetésével. Asszíria ekkor a szkítákkal szövetkezett, hogy elhárítsa a méd veszélyt, így Madüész, szkíta király megtámadta Médiát. A médek sikertelenül védekeztek, és a régiónak Hérodotosz szerint 28 évig új uralkodója volt.
Madüész ezután Egyiptomot akarta elfoglalni, de I. Pszammetik fáraó ajándékokkal halmozta el őt, így megmenekült a Nílus országa. A szkíta uralkodó 28 évig magas adókkal sarcolta a médeket mindaddig, míg Uvakhsatra népével együtt sikeresen fellázadt ellenük. Hérodotosz művéből az derül ki, hogy ezután a méd uralkodó Madüészt meghívta egy fogadásra, ahol megölette a szkíta királyt. Azok a szkíták, akik el tudtak menekülni, Lüdiában telepedtek le, ami miatt a médek és a lüdök között politikai feszültség keletkezett.

### Asszíria meghódítása

Asszíria térképe

Uvakhsatra az ókori források szerint rendkívüli képességekkel megáldott, jó uralkodó volt, aki a történelem során először különítette el a gyalogságot, az íjászokat, a lándzsásokat és a lovasságot, ezzel elkerülte a korábbi zavarokat, amelyet e hadnemek keveredése okozott. A méd király apja tervét próbálta megvalósítani, amikor i. e. 614-ben elhatározta, hogy elhárítja az asszír fenyegetést.
Uvakhsatra elhatározta, hogy célja megvalósítása érdekében szövetkezik Nabú-apal-uszur babiloni királlyal, és közösen támadják meg Asszíriát. Az év végén a médek megszerezték Arrapha asszír tartományt, a mai Kirkuk környékét, majd tovább meneteltek a Tigris folyó mentén Tebriz városáig, Ninivétől északra. Ugyanebben az évben az asszír vallási központ, Assur is elesett, és az ott talált kincseket hazaszállították. A babiloniak nem érkeztek meg a városért folytatott küzdelemre, ezért nem részesültek a zsákmányból. Bérósszosz szerint a két állam ennek ellenére megerősítette szövetségüket azáltal, hogy Uvakhsatra elvette Nabú-apal-uszur leányát.
I. e. 612-ben a médek és a babiloniak ismét szövetkeztek, amikor az asszír fővárost, Ninivét támadták meg. Erről az eseményről számol be Náhum könyve. I. Assur-uballit asszír király a megmaradt asszír haderővel védte a várost, de Harránba kényszerült menekülni, ahol i. e. 609-ben végleg legyőzték a szövetségesek. Asszíriát a győztesek felosztották egymás között. A médek kapták Urartu tartományt, a Méd Birodalom és az Újbabiloni Birodalom határát Harrántól és Assurtól délre húzták meg.

### Lüdia elleni hadjáratok

Lüdia magterülete és legnagyobb kiterjedése. Keleti határa a Halüsz folyó, mai nevén Kızılırmak.

Az i. e. 7. század végére Lüdia kiterjesztette hatalmát Kis-Ázsia egy részére. Ebben az időben az állam földrajzi fekvése és kereskedelmi szerepe miatt gazdagnak számított. Uvakhsatra (Küaxarész) az i. e. 6. század elején támadásra készült a lüdök ellen, mivel a szkíta szökevények ott rejtőztek el. Szadüattész lüd király nem volt hajlandó kiadni őket a méd királynak, emiatt ötéves háború tört ki a felek között.
Az ókori források szerint a halüszi csata napján napfogyatkozás volt, amelyet mindkét fél úgy értelmezett, hogy az égiek segítik őket. A csata pontos napját ezért a csillagászat segítségével i. e. 585. május 28-ára teszik. A háború a babiloniak és a kilikiaiak (ekkor Hilakku volt a neve) közvetítésével békével ért véget, továbbá Alüattész lüd király lánya, Arüénisz és Uvakhsatra fia, Istuviga (görög Asztüagész) házasságot kötött. Ekkor határozták meg a Halüsz folyót (Kızılırmak) mint a két ország határát.

### A béke és jólét időszaka
Istuviga uralkodása a birodalom életében jólétet és békét hozott magával. Ebben az időszakban élte virágkorát a zoroasztrizmus. Ekkor élt Thalész, Aiszóposz, Szolón és más jelentős írók, politikusok, tudósok. Istuviga lánya, Mandana hozzáment Kabúdzsija perzsa királyhoz.

### A perzsa felkelés
Perzsia vazallus állam volt a Méd Birodalomban az i. e. 7. század vége óta, amikor Asszíriát meghódították. Akkor több más államot is elfoglaltak, köztük Perzsiát. A méd uralom alatt Perzsiát két királyságra osztották, Ansanra és Parszumasra, de ez a két királyság rokonsági és szoros diplomáciai viszonyban állt egymással. I. e. 559-ben Ansanban II. Kurus került hatalomra, aki Kabúdzsija perzsa király fia volt. Tekintettel arra, hogy Parszumas királya, Arsama átadta a hatalmát, Kurus lett az első tényleges perzsa király. Ekkor még a perzsák felett Istuviga méd király uralkodott, hiszen a perzsák továbbra is a Méd Birodalomhoz tartoztak.
I. e. 553-ban Istuviga politikája miatt Kabúdzsija és Kurus lázadást szervezett a médek ellen. Damaszkuszi Miklós szerint a lázadást Kabúdzsija (I. Kambüszész) indította meg, 24 éves fia ez idő alatt nagyapjával volt Ekbatanában a királyi palotában. Istuviga unokája, Kurus (II. Kürosz) többszöri kérése ellenére sem engedte meg neki, hogy meglátogathassa apját Perzsiában, de végül Oebar katonai elöljáró közbenjárásra a király engedélyezte az utat Kurus számára. Hérodotosz szerint, miután Kurus elutazott Perzsiába, Harpagosz perzsa főparancsnok egy nyúl gyomrában titkos üzenetet küldött Kabúdzsijának, amelyben leírta Istuviga megbuktatásának tervét. A méd király nyilvánvalóan aggódott, amikor a következő dal sorait meghallotta: „a déli vadállatok, akik háborúba indulnak”. Ez Kurusra emlékeztette őt. Az udvari tanácsadók kezdeményezése nyomán háromszáz lovast küldött Kurus után, hogy hozzák vissza a királyi palotába, élve vagy halva. A lovasok utol is érték az unokát, aki beleegyezett a visszatérésbe, és lakomát rendezett este. Az éj leple alatt kiszökött a rendezvényről, és Hirbába menekült, ahol Oebar volt a katonai elöljáró 5000 perzsa gyalogossal. A hirbai csatában Kurus vezetésével a perzsák 250 méd lovast öltek meg, a megmaradtak a méd királyhoz siettek elmesélni a történteket. Ez a csata volt a négy közül az első győzelme a perzsáknak, és a médeknek hosszú idő óta ez volt az első veresége.
A csatát követően Istuviga megindította csapatait a perzsa felkelés leverésére, ezalatt Kurus az északi szatrapiákat igyekezett meggyőzni, hogy álljanak a perzsák oldalára. Kurus egyidejűleg a méd határhoz rendelte csapatait, míg a méd király 1 205 000 katonával kívánt harcba indulni. A sereg azonban csak töredéke volt a tervezettnek, a perzsák viszont teljes létszámmal sorakoztak fel a határnál. A két fél tárgyalt egymással, de annak sikertelensége után megkezdődött a perzsa határ menti csata. A 20 000-es méd sereget (mind a király személyes testőrsége) Istuviga vezette, velük szemben a perzsák álltak fel három hadtesttel. A jobb oldalt Oebar, a bal oldalt Kabúdzsija, míg a középső hadtestet Kurus vezette. A perzsák hősiesen védekeztek, a médek közül sokakat megöltek. Annak ellenére, hogy a perzsák túlerőben voltak, visszavonultak egy közeli megerősített városba. Kurus és Oebar azt javasolta, hogy a nőket és a gyermekeket telepítsék át Paszargadaiba. Másnap a közelgő médekre rárontott a városból a perzsa hadsereg, csak Kabúdzsija és az öregek maradtak az üres városban. Míg Oebar és Kurus a csatamezőn harcolt, a méd király 100 000 katonát küldött a hátuk mögé, így kényszerítve Kurusékat a visszavonulásra. Kabúdzsija perzsa király a csata után nem sokkal meghalt. Később a sírja mellé temették sógorát, Istuviga méd királyt.
A perzsa határ menti csata után Kurus és Oebar a Paszargadai mellett fekvő hegyekbe vonultak vissza, ahol a Perzsiába vezető keskeny hágókban elbújtak. Oebar 10 000 nehézgyalogost rendelt a hágóba, hogy megállítsa a méd utánpótlást. Istuviga úgy döntött, hogy egy másik folyosót keres, ahol át tud kelni, de ezek mind veszélyesek, sziklásak voltak. A 100 000 méd katona meglepte Kurust és a civileket, a terepviszonyok miatt pedig a médek előnyben voltak. Eközben a méd sereg egy része erdőkön tört át, és elérte a perzsa sereget. A paszargadai-hegyi csatában a Kurus és Oebar vezette 10 000 fős perzsa hadsereg szállt szembe a tízszer nagyobb méd sereggel, amelyből az ókori források szerint 60 000 katonát meg is öltek. A perzsák győzelme a Méd Birodalom hanyatlását jelentette.

### A birodalom hanyatlása

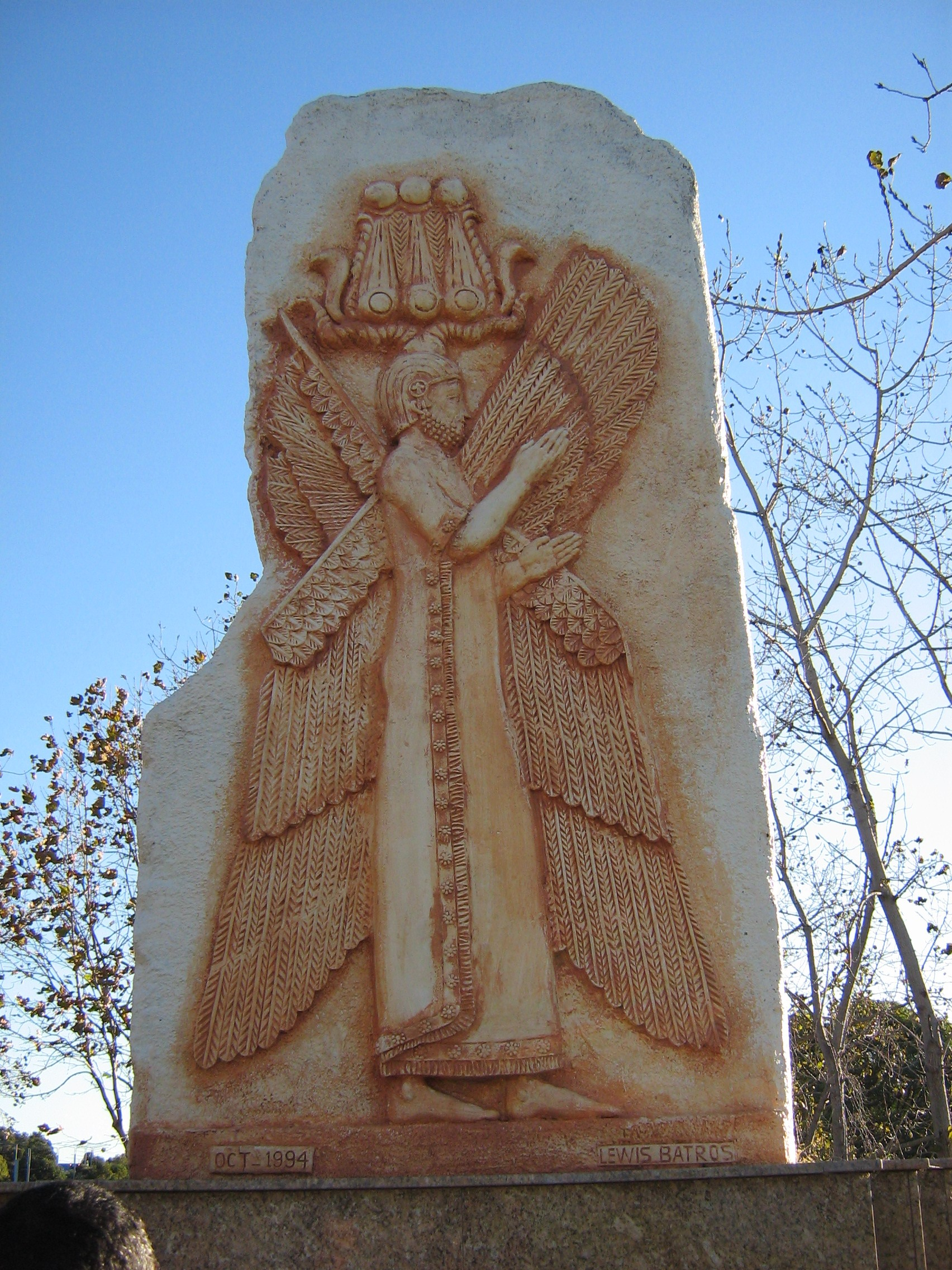
A paszargadai Kurus-szobor másolata a Sydney-i Olimpiai Parkban

A felkelés teljes politikai felfordulást okozott, amelyben a médek után a perzsák vették át a régióban a hatalmat. A perzsák ismerték a qanat-csatorna, azaz a vizet a föld alatt továbbító csatornák rendszerét, míg a médek nem. Ez mezőgazdasági téren nagy előnyöket jelentett számukra. II. Kurus megkegyelmezett a korábbi méd uralkodónak: meghagyta az életét és megígérte neki, hogy gondoskodni fog törvényes utódról. Ktésziasz Knidiosz és Xenophón szerint Kurus elvette Istuviga lányát, de ez nem valószínű, mivel így a lány a felesége és a nagynénje lett volna egyben, bár ezek a házassági szokások az ókor több államában elfogadottak voltak. Más történetírók azt feltételezik, hogy Istuviga másodszor is megházasodott, és később ebből a kapcsolatból született lányát vette feleségül, míg Umati a volt király testvére lehetett. A korábbi főváros, Ekbatana megtartotta ezt a rangját.
Az új hatalom megváltoztatta a Közel-Kelet politikai viszonyait. A médek korábbi szövetségesei nem fogadták el az új királyt, illetve függetlenedni akartak, de a szomszédos államokkal is feszült volt a viszony. A lüd király, Kroiszosz (Istuviga sógora) megtámadta az új birodalmat, hogy bővítse a saját királyságát. Kurus a pteriai csatában megvédte a királyságot, majd a lüd főváros ellen vonult és elfoglalta azt. Ettől kezdve megszűnt Lüdia. Kroiszoszt elfogták és bíróság elé állították.

## Politika és közigazgatás
A közigazgatási rendszer egyes elemeit biztosan asszír modellből vették át. Feltételezik, hogy a birodalmat szatrapiákra osztották fel, azonban ez sem biztos, mivel ezt a felosztást a perzsák is alkalmazták, és nincs pontos dokumentum ezekről az időkről. Lendering úgy véli, hogy ezek voltak a szatrapiák: Perzsia, Armenia, Kappadókhia, Parthia, Ariána. Ugyanakkor megemlíti, hogy szerinte ezek kezdetleges tartományok voltak, majd az óperzsák idején szilárdították meg helyzetüket. Hérodotosz megemlítette, hogy Daiakku birodalom-szerte bíróságokat, kémhálózatot szervezett meg, így ellenőrizni tudta királyságát.

### Királyok
Egyesek szerint a Méd Birodalomnak négy, mások szerint öt királya volt. Ennek az eltérésnek az az oka, hogy Daiakku (i. e. 728–i. e. 675) talán nem uralkodónév, hanem a terület neve volt, illetve Khavakhsatra (i. e. 715 körül) talán Daiakkuval volt azonos, vagy a Daiakku fejedelemség ura volt.

### Hadsereg
A Méd Birodalom fekvése miatt jól védhető volt, viszont állandó fenyegetésnek volt kitéve. Babiloniak, szkíták, asszírok, perzsák támadtak a királyság ellen. Több ázsiai néphez hasonlóan a médeknek is a lovasság volt a fő hadneme. A több évszázados méd lótenyésztésről az asszírok és Hérodotosz is említést tettek. A lovaknak nagy hasznát vette a katonaság, amely így gyorsan be tudta járni a birodalmat, és meg tudta védeni a területét. A modern tudósok szerint kelet-nyugat irányban gyalog a birodalmat három hónap alatt lehetett bejárni.
A birodalom előtt is jelentős volt a bányászat a Zagrosz-hegység keleti felén, az innen származó fémet használták a fegyverekhez, így a hadsereg technológiai fejlettsége a legmagasabb volt abban az időben. Uvakhsatra az ókori források szerint rendkívüli képességekkel megáldott, jó uralkodó volt, aki a történelem során először különítette el a gyalogságot, az íjászokat, a lándzsásokat és a lovasságot, ezzel elkerülte a korábbi zavarokat, amelyet ezen hadnemek keveredése okozott. A hadseregreform a szkíta fennhatóság idejére tehető, és szkíta mintákat követ. A méd hadseregben nem használták a páncélt, ezért mozgékonyak voltak. Ez komoly hátrány volt a perzsa felkelés idején, amikor a perzsa nehézgyalogság legyőzte a médeket. Azt feltételezik, hogy nem volt haditengerészete.
Hérodotosz és a perszepoliszi reliefek szerint méd hadsereg a későbbi perzsa sereg alapját jelentette, sőt méd parancsnokokat is alkalmazott, mint Harpagoszt, Datiszt és Mazaroszt. I. Dárajavaus perzsa király idejében a méd stratégiára és katonai tapasztalatokra támaszkodtak. Hérodotosz szerint a görög–perzsa háborúk alatt a méd és az óperzsa csapatok nem tértek el egymástól jelentősen. Ezt támasztja alá egy perszepoliszi relief, amelyen négy méd, illetve óperzsa lándzsás látható.

### A birodalom kiterjedése

A birodalom területe i. e. 600 körül

Amikor a méd törzsek szövetséget kötöttek, akkor a Média elnevezést a Kaszpi-tenger déli felére, a mai Észak-Iránra értették. A szomszéd népek és a médek között nem volt mai értelemben vett határ, így csak hozzávetőlegesen lehet meghatározni, meddig is tartott egy-egy terület. Médiától délkeletre éltek a perzsák, keleten a pártusok, délen az elámiak, nyugaton az asszírok. Uvakhsatra alatt már a Kis-Ázsiától a Hindukusig terjedt a birodalom határa. Ekkor északon a Kaukázus, a Kaszpi-tenger és az Óxosz folyó, nyugaton a Halüsz és a Tigris folyók, délen a Perzsa-öböl. A keleti határait nem lehet pontosan meghatározni, mert nem maradtak fenn erről ókori dokumentumok, de úgy tartják, hogy Baktria, Szagartia, Drangiána keleti végei voltak azok. A birodalom területe körülbelül 3,1 millió km² volt.

## Gazdaság

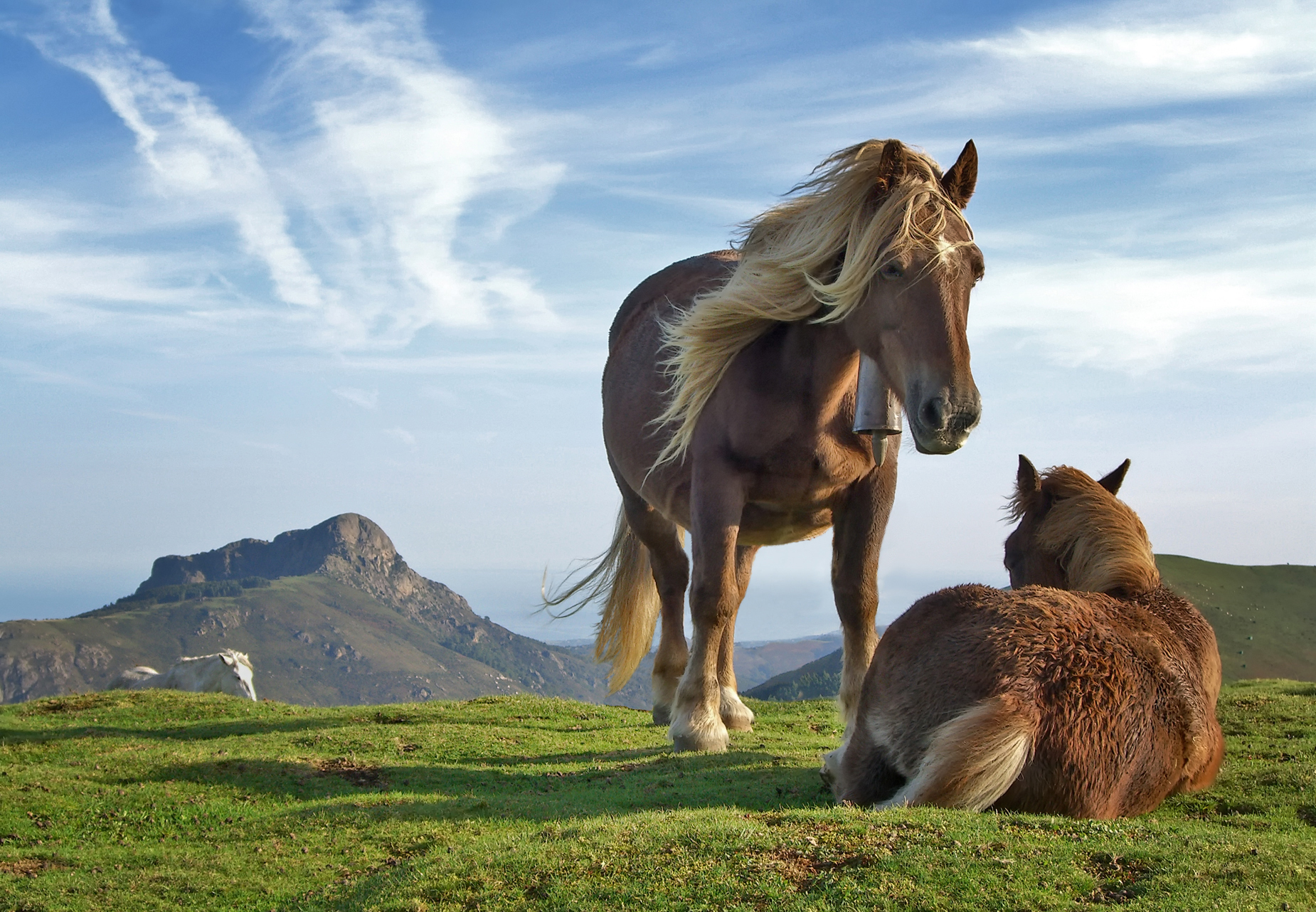
A lótenyésztés a méd gazdaság fő ága volt

Amikor a médek és a többi iráni nép letelepedett az iráni-fennsíkon, a jó terepviszonyoknak köszönhetően állattartásból éltek. Fő tevékenységük a sztyeppei rokon népekhez hasonlóan a szarvasmarha-, ló-, juh- és házikecske-tenyésztés volt. Mezopotámiában is nagyon keresett volt a jó zagroszi méd ló. A helyi gazdaságban a már említett állattenyésztés mellett ekkor már a földművelés is jelentős volt. A lótenyésztés jelentette az alapját a katonaságnak és a kereskedelemnek, ezekről volt híres a birodalom. Néhány faluban – földrajzi adottságoktól függően – jelentős volt a halászat, a vadászat és a kézművesség.
Miután megalapították a birodalmat, bekapcsolódtak az ón- és vasérc-kereskedelembe. Asszíria és az Újbabiloni Birodalom volt e kereskedelem motorja, mivel a hadseregükhöz szükségük volt ezekre a nyersanyagokra. Asszíriának ezért is volt szüksége a méd területekre. Elám is jelentős volt a kereskedelem szempontjából, mivel a Zagrosz-hegység nyugati lejtői feküdt. Továbbá kereskedelmi utak hálózták be, amelyeken keresztül Uruk, Ur és Babilon városába is el lehetett jutni. A médeknek a területi adottságok jelentették az előnyt a harcokban, de a jó fegyverek is segítették őket. Az asszír dokumentumok szerint a Méd Birodalomból tevéket, juhokat, lovakat, fémeket, vásznakat, gyapjút kaptak. Ezek az adatok betekintést engednek a korai méd gazdaságba.
Miután a médek meghódították Asszíriát, megszerezték a kereskedelmi utakat, amelyek jelentős vagyont hoztak az állami kincstárba. Ekkor vette kezdetét a gazdaság felvirágzása. Ruhákat, közép-ázsiai drágaköveket, tárgyi eszközöket szállítottak keresztül a birodalmon. Az arisztokrácia jelentős vagyont halmozott fel, míg az alacsonyabb rendű emberek nem részesültek ebből, mert külföldi (asszír, babiloni) kereskedők árulták portékáikat.
A kohászatot katonai és ipari célokra használták, amint arra arany- és ezüsttárgyak is utalnak. Összefoglalva a Méd Birodalom külkereskedelme a fémkereskedelemre, míg belkereskedelme a mezőgazdaságra épült. A birodalom előtt is jelentős volt a bányászat a Zagrosz-hegység keleti felén, az innen származó fémet használták a fegyverekhez, így a hadsereg technológiai fejlettsége a legmagasabb volt abban az időben.
A szatrapiákban élő népek (örmények, pártusok, perzsák) valószínűleg nem pénzben, hanem fémben és egyéb természeti jószágban fizette meg az adót. A perzsák hatalomátvételének egyik oka, hogy a médek nem ismerték a qanat-csatorna rendszerét, míg a perzsák régóta használták.

## Kultúra

### Médek
A Méd Birodalom legjelentősebb népcsoportja a birodalom nevét is adó médek voltak, akik az indoiráni népek közé tartoztak. Eredetileg törzsi formában éltek, egyesek nomád életmódot folytattak, mások erődített falvakban laktak. 
A médek nyelve a méd nyelv volt, amely a kurd nyelvvel együtt az északnyugat-iráni nyelvcsaládhoz tartozott. A nyelv feltételezett szavaival az óperzsa nyelvemlékekben lehet találkozni, de a nyelvtanáról semmi információ nem maradt fenn.

### Vallási élet
A birodalom vallási életéről kevés információval rendelkezünk. Az 1967 és 1977 között a régészeti ásatásokat vezető David Stronach az i. e. 750 körüli időkből származó vallási épületre bukkant. Ez az épület Tepe Nuš-i Janában, Ekbatanától 60 kilométerre délre feküdt. Egy sziklára épült, mintegy 30 méter magas volt. Egy központi templomból, egy nyugati templomból, egy erődből, egy hipostilából (lépcsős udvar) állt, az egészet pedig téglából készült fal fogta körbe. A központi templom torony alakú volt, egy belső háromszögű szentéllyel. Ennek mérete 11×7 méter volt, 8 méteres támfalakkal. A nyugati sarkában lépcsős oltár állt, amely agyagos téglából épült. Az indoiráni népeknél a tűzimádat volt a legfontosabb vallási szertartás, így Tepe Nuš-i Janai templomokat a legrégibb ilyen vallási épületnek tartják.

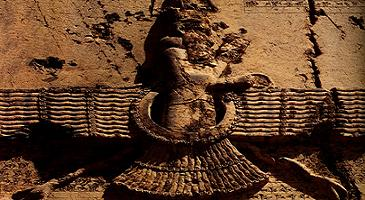
Faravahar, a zoroasztrizmus szimbóluma

A vallási életről Hérodotosz is említést tett. Megemlítette, hogy a magi volt az egyetlen indoiráni nép, amelynek a feladata a papi szertartások levezénylése, a vallási élet felügyelete volt. I. M. Gyjakonov orientológus azt állította, hogy a Méd Birodalom urai, mint Uvakhsatra méd király, elfogadta a zoroasztrizmus tanításait, de ezek a hiedelmek nem voltak azonosak a doktrínával. A legtöbb történész azonban nem ért vele egyet. Mary Boyce szerint a magik által képviselt vallási hagyományok akadályozták, hogy a nép körében elterjedjen a zoroasztrizmus. Az i. e. 8. században a mazdaizmus és az indoiráni hagyományos vallások domináltak, míg az i. e. 6. században a vallási reformok nyomán a zoroasztrizmus is népszerű lett.
A zoroasztrizmus Uvakhsatra uralkodása alatt terjedt el, amelynek tanításai ettől kezdve meghatározó részét képezték a méd kultúrának. Ebben a vallásban a jót Ahura Mazdá képviselte.

### Társadalmi élet

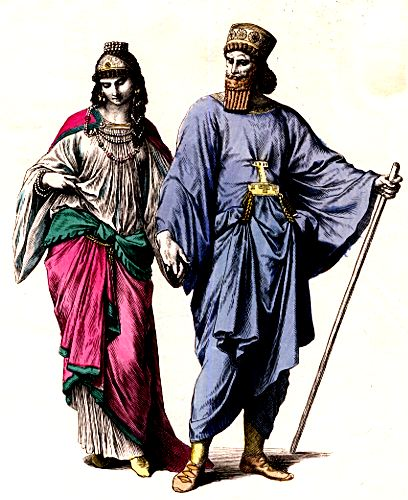
Méd nemesi pár

A médeknél és más indoiráni népnél is a patriarchális családrendszer volt a jellemző. Sok régész és történész szerint az iráni törzsek érkezése előtt matriarchális családrendszer lehetett, és a vidéken mezőgazdasággal foglalkozó nép élt, amely központi közigazgatással rendelkezett. A Méd Birodalom idején azonban már patriarchátus volt. A társadalom etnikai megoszlására nagy hatással volt a demográfiai változás, amelyben a méd lakosság nőtt, míg a többi indoiráni nép lélekszáma csökkent.
A Méd Birodalom előtt a társadalom eredetileg több törzsből állt, amelyeknek közös volt a történelmük, eredetük és kultúrájuk, aminek következtében törzsi szövetségek is kialakultak. Ezek között megemlítendő a médek, a perzsák, a pártusok. Nem lehet meghatározni, hogy ezek a törzsek mikor váltak külön a közös törzsből, a tudósok úgy vélik, hogy a nyugatra való vándorlás során, vagy még korábban. Ezek a különbségek megfigyelhetők a rokonságukban, nyelvjárásukban, földrajzi elhelyezkedésükben.
Minden törzset beosztottak valamilyen osztályba, mint mezőgazdasági, papi, katonai, királyi osztály, így a törzsek nem voltak egyenrangúak a szövetségen belül.  A tudósok az osztályok keveredését reálisnak tartják, nem úgy, mint az indiai kasztrendszerben. Amikor az indoárjai népek letelepedtek az Indus folyónál, találkoztak Harappa fejlett államával, amelyet meghódított az új nép, ezzel biztosítva túlélését. Az iráni népeknek nem volt ilyen problémája, hiszen a nyugati fenyegetettség (Asszíria és az Újbabiloni Birodalom) szövetségbe kovácsolta őket.

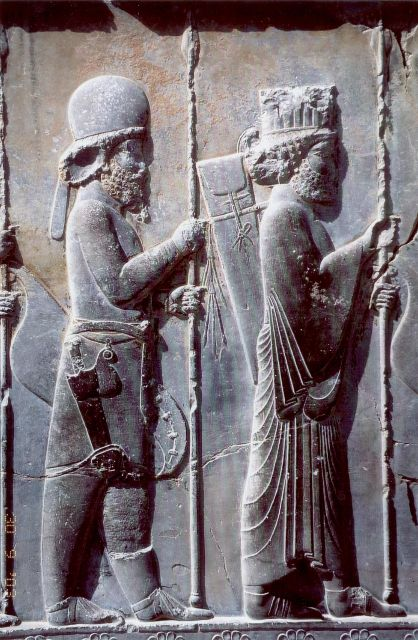
Méd testőrök

A birodalom bukása után 35 évvel készített perszepoliszi reliefeken is szerepelnek a médek, ami azt jelenti, hogy fontos szerepet játszottak az Óperzsa Birodalom életében. Három helyen szerepel ez a népcsoport a reliefeken. Egyszer méd delegációt, másodszor a méd nemeseket, harmadszor a méd testőröket láthatjuk. Az északi panel a médeket és a perzsákat, a déli panel a birodalom határain kívülről érkező népek delegáltjait mutatja be, akik egyedi népviseletet, karkötőket, kardokat hordanak. Ajándékuk: vázák és fazekak, serleg. Az északi panelen az egyik relief alsó és középső részén ismét megjelenik a királyi gárda, amelyet méd nemesek követnek. Ők virágot és magokat visznek, utalva a termékenységre. Az alakok státuszuk szerinti ruhákban menetelnek. Néhányan beszélnek és mosolyognak, néhányuk összekapaszkodik vagy megfogják egymás vállát, ezzel jelezve az egységet. A keleti lépcsősor középső paneljén láthatjuk azt a jelenetet, ahol Ahura Mazdát két griff és négy testőr (méd, perzsa) őrzi. A médek kis kabátot, nadrágot és sapkát viselnek, a hajuk göndör vagy lófarokba van kötve.

### Művészet
Művészi tárgyak a Méd Birodalom idejéből nem maradtak fenn, ezért még a mai napig is találgatások folynak a birodalom művészetéről. Bruno Genito történész tagadta, hogy a méd és az óperzsa művészet azonos lenne, Oscar Muscarella történész úgy véli, hogy nincs olyan régészeti lelet, amely a méd művészetet bizonyítaná. Más kutatók azzal érvelnek, hogy nuši Jan Tepe és Godin Tepe megcáfolják az előbbi két történészt, mivel ezen városok az i. e. 8.–i. e. 7. században épültek, vagyis a Méd Birodalom idején. Ezek hatása máshol, mint Baba Jan III-ban, kérdéses.
Annak ellenére, hogy kevés régészeti lelőhelyre bukkantak, Hérodotosz és Polübiosz ókori görög történetírók megemlítették a méd városokat, és óperzsa feliratok a méd művészeti értékekről is tanúskodnak. Hérodotosz Ekbatana falairól azt írta, hogy hét különböző színben pompáztak, ami fejlett polikróm technikára utal. Ez arra vezethető vissza, hogy komoly bányászata és fejlett fémkereskedelme volt a szomszéd birodalmakkal. Továbbá az is bizonyíthatja a fejlett művészetet, hogy az óperzsa időkből arany- és ezüsttárgyakat találtak Ekbatana, a méd főváros közelében. A perszepoliszi reliefeken megfigyelhető méd kerámiatárgyak is a fejlett kézművességről tanúskodnak. A perszepoliszi királyi dokumentumok szerint I. Dárajavaus perzsa király szúzai palotájának falait méd ötvösök díszítették.

### Építészet és várostervezés

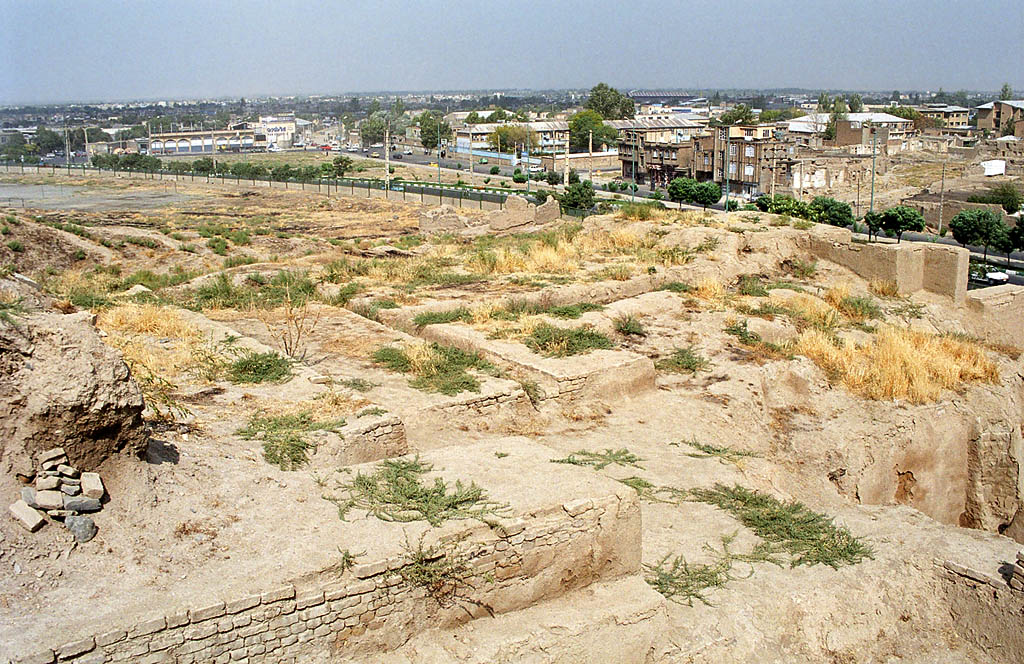
Ekbatana régészeti lelőhelye

A birodalomnak három fontos városa volt. Ekbatana volt a főváros, Rej (Šahr-e Ray) és Hirba a vallási központok. Ekbatanáról számos dokumentum maradt fenn, mivel ez az egyik legrégebb óta folyamatosan lakott város, amelynek mai neve Hamadan. A másik két városról ez nem mondható el, Rej városában csak 1997-ben kezdődtek régészeti ásatások, amit akadályoz az, hogy ma Teherán ipari külvárosa. Hirba városának helyét még nem is ismerik, de a történészek egyetértenek abban, hogy létezett. Damaszkuszi Miklós leírásából meg lehet tudni, hogy az egykori méd-perzsa határon feküdt, valószínűleg Ekbatanától északra, és Paszargadaitól délre.
A főváros nevének jelentése: „Gyülekezés helye”. Daiukku színekkel díszített, erős városfalat építtetett.
Polübiosz történetíró leírása szerint 1300 méter hosszú erődítmény volt, amely a királyi palotát ölelte körül, de a várost nem, mégis az akkori világ legszebb és leggazdagabb városa volt. Ma azt feltételezik, hogy a hétfalú városfal valójában egy zikkurat volt. Ekbatana és a Hagmatana-hegy régészeti ásatásakor nem találtak emlékeket, míg az óperzsa és pártus időkből rengeteget. Az asszír írásokban sem említik a méd fővárost, de egyes történészek szerint az asszír forrásokban található Sagbita vagy Sagbat jelentheti. Ez azért is lehetséges, mert sok iráni nyelvben az s hang h hanggá változott. Sagbita az asszír feljegyzések szerint nem messze található a mai Kishesim (Kar-Nergal) és Harhar (Kar-Sharrukin) városoktól.
Annak ellenére, hogy az újonnan felfedezett Tepe Nuš-i Jan város nem volt főváros, David Stronach szerint vallási központként a méd építészet fontos helyszíne volt. Tepe Nuš-i Jan és Godin Tepe építészeti stílusait más kultúrákból vették át. Az asszír hatás a vár alaprajzánál figyelhető meg, Urartuból származik a kőalagút és a vakablak. A médek nem csak átvettek, de új építészeti elemeket is alkalmaztak. Az óperzsák is alkalmazták ezeket, így elterjedt az egész Közel-Keleten.

## Fordítás
- Ez a szócikk részben vagy egészben  a   Medijsko Carstvo című horvát Wikipédia-szócikk ezen változatának fordításán alapul.  Az eredeti cikk szerkesztőit annak laptörténete sorolja fel. Ez a jelzés csupán a megfogalmazás eredetét és a szerzői jogokat jelzi, nem szolgál a cikkben szereplő információk forrásmegjelöléseként.

### Ókori művek
- Hérodotosz: Történetek (I. könyv, 95–144.)
- Ktésziasz Knidiosz: Perszika (4–6. könyv)
- Bérósszosz: Babyloniaca
- Damaszkuszi Miklós: Általános történelem

### Modern művek
- Gyjakonov, Igor Mihajlovics. Media, The Cambridge History of Iran, Edited by Ilya Gershevitch, Cambridge: Cambridge University Press (1985). ISBN 0521200911
- Genito, Bruno. The Medes: A Reassessment of the Archaeological Evidence (1986)
- Calmeyer, Peter. Median Art and Architecture (1987)
- Laymon, Charles M.. The Interpreter's One Volume Commentary on the Bible: Introduction and Commentary. Abingdon Press (1971)
- Duncker, Max. The History of Antiquity. London: Richard Bentley (1881)
- Györfi János. Az Óperzsa Birodalom tündöklése és bukása. Anno Kiadó. ISBN 9639199605
- Heinsohn, Gunnar. Cyaxares: Media’s Great King in Egypt, Assyria & Iran (2006)
- Edward, Robert Anderson. The Story of Extinct Civilizations of the East. Phillips McClure (1904)
- Holland, Tom. Persian Fire: The First World Empire and the Battle for the West. Abacus (2006). ISBN 0-385-51311-9
- Stierlin, Henri. Splendeurs de l’Empire perse (francia nyelven). Paris: Gründ, 280. o. (2006). ISBN 9782700015249
- Dutz, Werner F., Matheson, Sylvia A.. Parsa (Persepolis) Archaelogical sites in Fars (I.) (angol nyelven). Tehran: Yavassoli Publications (1998)
- Briant, Pierre. From Cyrus To Alexander: A History of the Persian Empire (angol nyelven). Eisenbrauns (Google Books) (2002). ISBN 1-57506-031-0
- Sztruve, V.V..szerk.: Francev, J.P.: Világtörténet tíz kötetben – Az ókori Irán és Belső-Ázsia; az Achaimenidák birodalmának megteremtése. Kossuth Kiadó (1953)
- Marion Pierce, Ussher, James; Larry Pierce,. The Annals of the World (angol nyelven). New Leaf Publishing Group, 132. o. (2002). ISBN 0890515107
- Ehsan Yarshster, Fischer, W.B., Ilya Gershevitch. The Cambridge History of Iran (angol nyelven). Cambridge University Press (1993), 145. o. (1985). [[Speciális:Könyvforrások/ISBN 0521200911|ISBN ISBN 0521200911]]
- Stronach, David. Tepe Nūsh-I Jān: the Median Settlement. The Median and Achaemenian Periods (angol nyelven). Cambridge University Press (1985)
- Boyce, Mary. A History of Zoroastrianism: Vol 2, Under the Achaemenians. (angol nyelven) (1982)
- Rawlinson, George. The Seven Great Monarchies of the Ancient Eastern World (angol nyelven). New York: John B. Eldan Press (1885). ISBN 0890515107
- Medvedskaya, Inna N.. The Question of the Identification of 8th-7th Century Median Sites and the Formation of the Iranian Architectural Tradition (angol nyelven) (1992)
- Taagepera, Rein. Size and Duration of Empires Growth-Decline Curves, 3000 to 600 B.C. (angol nyelven) (1978)
- Jonathan M. Adams, Peter Turchin, Thomas D. Hall. East-West Orientation of Historical Empires [archivált változat] (angol nyelven). Journal of World-Systems Research (2006) [archiválás ideje: 2007. február 22.]
- Schmitt, Rüdiger. The Ancient Languages of Asia and the Americas (angol nyelven). Cambridge University Press (2008). [[Speciális:Könyvforrások/ISBN 9780521684941|ISBN ISBN 9780521684941]]